# Нижнеборская
Нижнеборская — деревня в Устьянском районе Архангельской области.

## География
Находится в южной части Архангельской области на расстоянии приблизительно 9 км на восток по прямой от административного центра района поселка Октябрьский.

## История
Была отмечена уже только в 1939 году как деревня Шангальского сельсовета Устьянского района. До 2022 года входила в Шангальское сельское поселение до его упразднения.

## Население
Численность населения: 85 человек (русские 97 %) в 2002 году, 42 в 2010.